# ثوب
الثَّوْب (أغلب مناطق جزيرة العرب) أو الدشداشة (بالكويت وعُمان والعراق والأهواز) أو الكندورة (بالإمارات وبعض مناطق عُمان) أو الكلابية (في سورية) أو القَمِيِص هو لباس الرجل العربي، وهو قماش يغلب أن يكون أبيض اللون مكون من قطعة واحدة كاملة تغطي جميع الجسم والذراعين، وتلبس عادة مع الشماغ والعقال. أو الجنبية في اليمن وجنوب السعودية وسلطنة عمان.

## تاريخ
يشتهر استخدام وارتداء الثوب من قبل سكان الجزيرة العربية والعراق والشام وبعض المناطق من شمال أفريقيا. ويصنع عادة من القطن وفي المواسم الباردة يستخدم الصوف. واسم الثوب مأخوذ من التسمية العربية للقطعة من القماش. ويعد الثوب هو أحد العلامات المميزة لتراث الرجل العربي، وهو الصورة المستخدمة بكثرة للرجل العربي في السينما العالمية. وما زال سكان دول الخليج العربي متمسكين بلبس الثوب فهم يلبسونه في حياتهم اليومية وهو الزي الرسمي في المؤسسات الحكومية.

## معرض صور

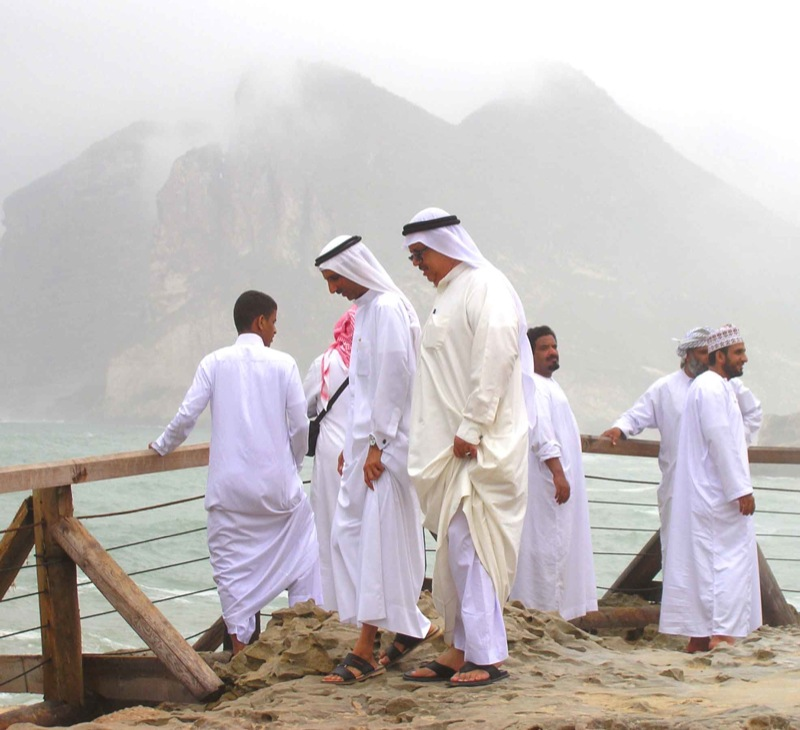
رجال عرب يرتدون دشاديش في صلالة، عمان.
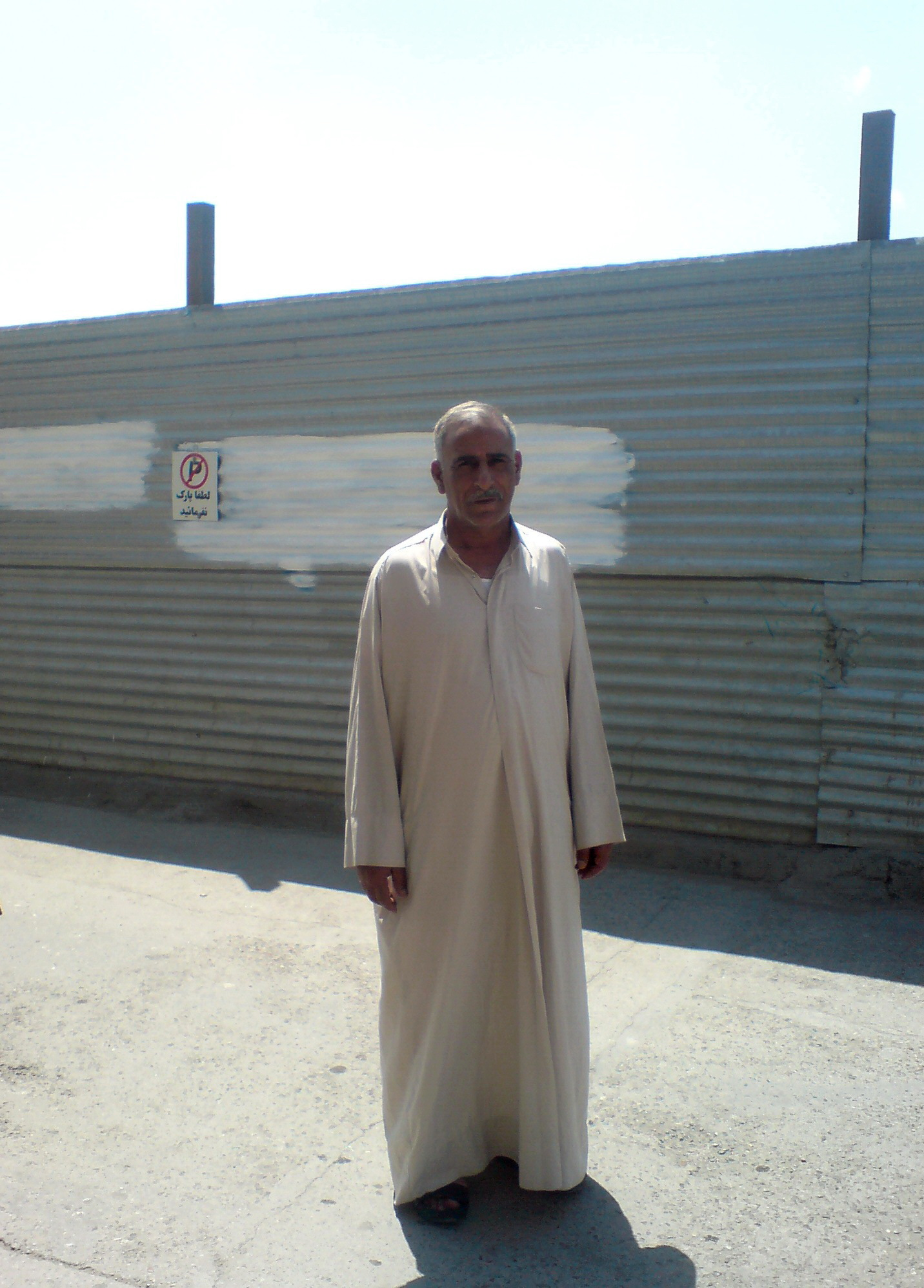
رجل عربي يرتدي الدشداشة فی نيسابور.
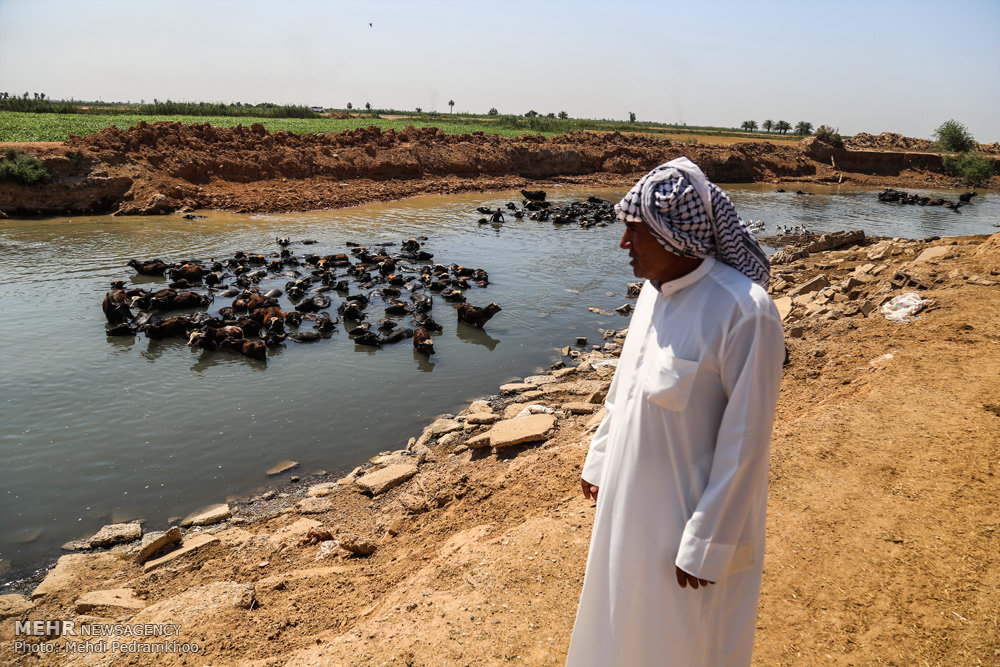
رجل عربي يرتدي الدشداشة بقرب من نهر الكرخة في الأهواز.

## طالع المزيد
- جلابية
- جلابة